# Śledztwo nad przepaścią
Śledztwo nad przepaścią (Switchback) – amerykański film sensacyjny osadzony w zimowej scenerii w dolinie Rio Grande w Kolorado, ukazujący rozgrywkę pomiędzy agentem FBI a fanatycznym mordercą, który porwał mu syna. Film rozpoczyna się od wątku morderstwa w miasteczku Amarillo w Teksasie.

## Główne role
- Dennis Quaid – Frank LaCrosse
- Danny Glover – Bob Goodall
- Ian Blake Nelson – Andy LaCrosse
- R. Lee Ermey – szeryf Buck Olmstead
- Walton Goggins – Bud
- Ted Levine – zastępca Nate Booker
- Louis Schaefer – Sim
- William Fichtner – komendant Jack McGinnis
- Jared Leto – Lane Dixon
- Allison Smith – Becky
- Julio Oscar Mechoso – Jorge Martinez